# Vintondale
Vintondale is een plaats (borough) in de Amerikaanse staat Pennsylvania, en valt bestuurlijk gezien onder Cambria County.

## Demografie
Bij de volkstelling in 2000 werd het aantal inwoners vastgesteld op 528.
In 2006 is het aantal inwoners door het United States Census Bureau geschat op 491, een daling van 37 (-7,0%).

## Geografie
Volgens het United States Census Bureau beslaat de plaats een oppervlakte van
1,3 km², waarvan 1,2 km² land en 0,1 km² water. Vintondale ligt op ongeveer 429 m boven zeeniveau.

## Plaatsen in de nabije omgeving
De onderstaande figuur toont nabijgelegen plaatsen in een straal van 16 km rond Vintondale.